# Hjalmar Ling
Hjalmar Fredrik Ling (født 14. april 1820 i Stockholm, død 9. marts 1886) var en svensk pædagog, søn af Pehr Henrik Ling.
Ling var overlærer ved det kongelige gymnastiske centralinstitut. Hans virksomhed var af den største betydning for faderens livsgerning. Han samlede og ordnede alle de bevægelser, som denne havde udtænkt. Han følte sig som en stor mands søn, ikke på den måde, at han levede på sin faders navn uden selv at udrette noget, men således at han helt og holdent tilsidesatte hensynet til sig selv og egen ære for at fremme faderens. Han arbejdede med den største flid og lærdom på at fæstne sin faders værk, og så stor var hans ærbødighed derfor, at han aldrig vilde sætte sit navn som forfatter på sine bøger. Hans ordnende virksomhed gjaldt såvel frisk- som sygegymnastikken. Han har skrevet en Bevægelseslære, der vidner om stor lærdom, men som er vanskelig at læse. Han har efterladt sig en samling af flere tusinde tegninger til gymnastiske øvelser for at bevare disse renere, end det kan ske ved beskrivelse alene. De er senere erhvervede af staten og til dels udgivne.